# Karoline de Souza
Karoline Helena de Souza (Paranaguá, 1990. május 24. –) világbajnok brazil kézilabdázó, balátlövő.

## Pályafutása

### Klubcsapatokban
Karoline de Souza kezdetben hazájában az AD Estrela de Guarulhos és az UCS Caxias do Sul csapataiban kézilabdázott. 2011 januárjában szerződött a magyar bajnokságban szereplő Siófok csapatához. 2012 nyarán csatlakozott az osztrák Hypo Niederösterreichhez, ahol több honfitársával is együtt játszott és ahol bajnokságot, kupát, valamint Kupagyőztesek Európa-kupáját nyert a 2012-2013-as szezon végén. 2013 nyarán Dániába szerződött és a Holstebro játékosa lett. A 2014-2015-ös idény kezdete előtt országon belül váltott klubot, és a Nykøbingben folytatta pályafutását. 2016 nyarán újból Magyarországra igazolt, a Váci NKSE csapatához. 2019 nyarától a Mosonmagyaróvárban folytatta pályafutását. Egy év elteltével távozott a csapattól és a román Minaur Baia Mare-ban folytatta pályafutását.

### A válogatottban
Tagja volt a 2013-ban világbajnoki címet nyerő brazil válogatottnak, 2015-ben pedig Pánamerikai játékokat nyert a nemzeti csapattal.

## Sikerei, díjai
- Osztrák bajnokság:
  - Bajnok: 2013
- Osztrák Kupa:
  - Győztes: 2013
- Kupagyőztesek Európa-kupája
  - Győztes: 2013
- Pánamerikai játékok:
  - Győztes: 2015
- Világbajnokság:
  - Győztes: 2013